# San Antonio o las Mesas
San Antonio o las Mesas är en ort i Mexiko.   Den ligger i kommunen Calihualá och delstaten Oaxaca, i den sydöstra delen av landet, 230 km söder om huvudstaden Mexico City. San Antonio o las Mesas ligger 1 682 meter över havet och antalet invånare är 410.
Terrängen runt San Antonio o las Mesas är huvudsakligen kuperad, men österut är den bergig. Runt San Antonio o las Mesas är det glesbefolkat, med 19 invånare per kvadratkilometer. Närmaste större samhälle är La Luz de Juárez, 5,3 km väster om San Antonio o las Mesas. I omgivningarna runt San Antonio o las Mesas växer huvudsakligen savannskog.